# Glenea ochraceovittata
Glenea ochraceovittata là một loài bọ cánh cứng trong họ Cerambycidae.